# Torreya
Il genere Torreya (ARN. 1838) comprende alberi e arbusti simili nell'insieme al tasso e inseriti, secondo gli autori, nella famiglia delle Taxacee o in quella affine delle Cefalotaxacee.Il genere Torreya prende il nome dal botanico americano John Torrey.

## Descrizione
Tutte le specie di Torreya sono alberi a crescita lenta – che quindi si presentano come arbusti per molti anni.
Le foglie, sempreverdi, aghiformi, sono simili a quelle del tasso, lunghe 2–8 cm.
Il frutto è formato da un arillo carnoso che avvolge completamente il seme.

## Distribuzione
Il genere Torreya ha un areale disgiunto, tipico di molte specie che ebbero più ampia diffusione in ere passate.
Oggi Torreya è presente in Nordamerica – ma solo in California e in una piccola area al confine tra Florida e Georgia – e in Asia orientale (Cina e Giappone). I più antichi fossili attribuiti a questo genere (risalenti al Giurassico) sono stati ritrovati in Europa, dove Torreya era presente fino al Pleistocene .

### Rischio di estinzione
Due specie di Torreya sono considerate in pericolo dalla IUCN: Torreya jackii  e soprattutto Torreya taxifolia .
Per quest'ultima, l'associazione Torreya Guardians  ha messo in atto, oltre a forme di protezione ordinarie, un singolare piano di ripopolamento in Carolina del Nord, basato sul seguente ragionamento: al termine dell'ultima glaciazione Torreya taxifolia avrebbe tentato di migrare verso le pendici meridionali dei Monti Appalachi (habitat ottimale nel clima post-glaciale); pertanto, anche se non fa parte del suo areale attuale, è in questa regione che va effettuato il ripopolamento.

## Sistematica
Torreya è strettamente affine a Taxus, ma differisce per alcuni caratteri, quali la separazione tra arillo e seme (separati in Taxus ma non in Torreya), la resina nelle foglie (presente in Torreya ma non in Taxus) e la disposizione dei microsporangi.
Per questi motivi, esiste una controversia tra gli studiosi sull'opportunità di collocare Torreya nella stessa famiglia di Taxus (le Taxacee), eventualmente distinguendo due tribù diverse, oppure spostarla nella famiglia delle Cefalotaxacee (che peraltro differisce da Taxus per una serie aggiuntiva di altri caratteri).

### Specie
Generalmente vengono riconosciute sei specie di Torreya (p.es. Catalogue of Life http://www.catalogueoflife.org/search/all/items/100/key/torreya/match/1):
- Torreya californica (California)
- Torreya fargesii (Cina)
- Torreya grandis (Cina)
- Torreya jackii (Cina centro-orientale)
- Torreya nucifera (Giappone)
- Torreya taxifolia (Florida, Georgia)

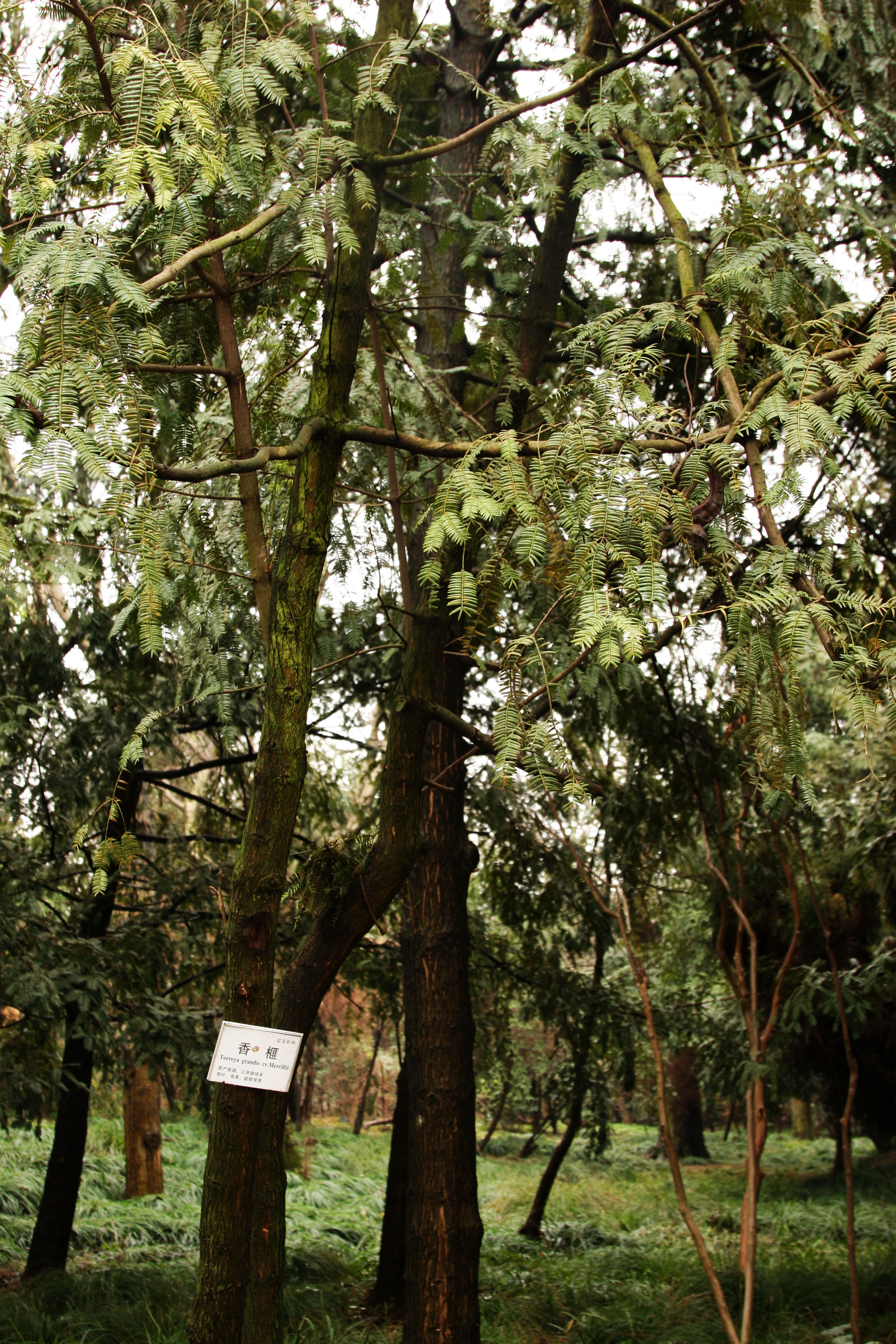
Torreya grandis

Alcuni autori considerano specie autonoma Torreya yunnanensis (Yunnan, in Cina), che nella classificazione soprariportata è considerata solo una sottospecie di T.fargesii.
Tra le specie esclusivamente fossili, nominiamo:
- †Torreya gracilis (Giurassico, Europa)
- †Torreya antiqua (Cretaceo, Nordamerica)

## Usi
Torreya è usata come pianta ornamentale, anche se quest'uso non è particolarmente diffuso, quanto meno in Occidente.
In Cina e in Giappone i semi di Torreya grandis e Torreya nucifera (che, a differenza di quelli del tasso, non sono velenosi) sono utilizzati per l'alimentazione umana.